# Éric Bala
Éric Bala, né le 25 octobre 1961 à Mazingarbe, est un footballeur français.

## Biographie
Détecté à Doullens, ce défenseur commence sa carrière de footballeur à l'Amiens SC en 1980, en Division 3. Après une saison en D2, en 1984-1985, son ancien coéquipier Pierre Mankowski, devenu entraîneur du SM Caen, le recrute pour renforcer la défense de son équipe,. Titulaire en défense centrale, Bala accompagne la montée en puissance des Caennais, qui sont promus en première division en 1988, pour la première fois de l'histoire du club. Il dispute son premier match en première division le 27 juillet 1988 face au FC Metz. Après une première saison comme titulaire, il perd sa place au profit d'Hubert Fournier et quitte la Normandie en 1990. Après un an au Red Star 93, en D2, il met un terme à sa carrière sportive.
En 2002-2003, il est l'entraîneur de l'US Camon, club de DH de Picardie. Dans les années 2010, il apparaît parmi les actionnaires de l'Amiens SC.

## Statistiques
En deux saisons en Division 1, avec le SM Caen, il dispute 41 matches et marque trois buts.
| Saison                | Club                  | Championnat           | Championnat | Championnat | Coupe(s) nationale(s) | Coupe(s) nationale(s) | Total | Total |
| Saison                | Club                  | Division              | M.          | B.          | M.                    | B.                    | M.    | B.    |
| 1980-1984             | Amiens SC             | D3                    | -           | -           | -                     | -                     | 0     | 0     |
| 1984-1985             | Amiens SC             | D2                    | 32          | 0           | 1                     | 0                     | 33    | 0     |
| 1985-1986             | SM Caen               | D2                    | 33          | 3           | 1                     | 0                     | 34    | 3     |
| 1986-1987             | SM Caen               | D2                    | 33+1        | 1           | 3                     | 0                     | 37    | 1     |
| 1987-1988             | SM Caen               | D2                    | 31+5        | 2           | 2                     | 1                     | 38    | 3     |
| 1988-1989             | SM Caen               | D1                    | 30          | 0           | 5                     | 0                     | 35    | 0     |
| 1989-1990             | SM Caen               | D1                    | 11          | 3           | -                     | -                     | 11    | 3     |
| 1990-1991             | Red Star 93           | D2                    | 20          | 0           | -                     | -                     | 20    | 0     |
| Total sur la carrière | Total sur la carrière | Total sur la carrière | 196         | 9           | 12                    | 1                     | 208   | 10    |